# Championnat de France d'échecs des clubs 2023
Navigation
Top 16 2022 Top 16 2024
Le Championnat de France d'échecs des clubs 2023 est sous la dénomination de Top 16 le plus haut niveau du championnat de France de ce sport.
Seize clubs participent à cette édition de la compétition.

## Modalités

### Villes participantes
| \| Bischwiller Cappelle-la-Grande Châlons-en-Ch. Chartres Grasse Lyon Metz Mulhouse Saint-Quentin Vandœuvre-lès-N. Strasbourg Marseille Poitiers \| Localisation des clubs engagés dans le championnat. |
| Bischwiller Cappelle-la-Grande Châlons-en-Ch. Chartres Grasse Lyon Metz Mulhouse Saint-Quentin Vandœuvre-lès-N. Strasbourg Marseille Poitiers                                                           |

| \| Asnières Clichy Tremblay \| Localisation des clubs franciliens engagés dans le championnat. |
| Asnières Clichy Tremblay                                                                       |

- Asnières
- Bischwiller
- Cappelle-La-Grande
- Châlons-en-Champagne
- Chartres
- Clichy
- Grasse
- Lyon
- Marseille
- Metz
- Mulhouse
- Poitiers
- Saint-Quentin
- Strasbourg
- Tremblay-en-France
- Vandœuvre-lès-Nancy

## Compétition
| Club                            | Classement | Prec. | depuis | Nb sais. | Pts. | j. | d. | p. | c. |
| ------------------------------- | ---------- | ----- | ------ | -------- | ---- | -- | -- | -- | -- |
| Asnières le grand Echiquier     |            | 2e    | 2019   | 3        |      |    |    |    |    |
| Cercle d'échecs de Bischwiller  |            | 1er   | 2012   | 18       |      |    |    |    |    |
| C'Chartres Echecs               |            | 5e    | 2020   | 2        |      |    |    |    |    |
| Clichy Échecs 92                |            | 3e    | ?      |          |      |    |    |    |    |
| Échiquier châlonnais            |            | 4e    | 2021   |          |      |    |    |    |    |
| Mulhouse Philidor               |            | 6e    | 1997   |          |      |    |    |    |    |
| Grasse Echecs                   |            | 7e    | 2017   |          |      |    |    |    |    |
| Vandœuvre-Echecs                |            | 8e    | 2015   | 18       |      |    |    |    |    |
| Tremblay-en-France              |            | 9e    | 2021   | 3        |      |    |    |    |    |
| Metz Fischer                    |            | 10e   | 2018   |          |      |    |    |    |    |
| Saint-Quentin THF               |            | 11e   | 2016   |          |      |    |    |    |    |
| Lyon Olympique Échecs           |            | 12e   | 2021   |          |      |    |    |    |    |
| Echiquier Capellois P           |            |       | 2023   |          |      |    |    |    |    |
| Poitiers-Migné Echecs P         |            |       | 2023   |          |      |    |    |    |    |
| Marseille Échecs P              |            |       | 2023   | 7        |      |    |    |    |    |
| Cercle d'échecs de Strasbourg P |            |       | 2023   |          |      |    |    |    |    |